# Транспорт во Вьетнаме

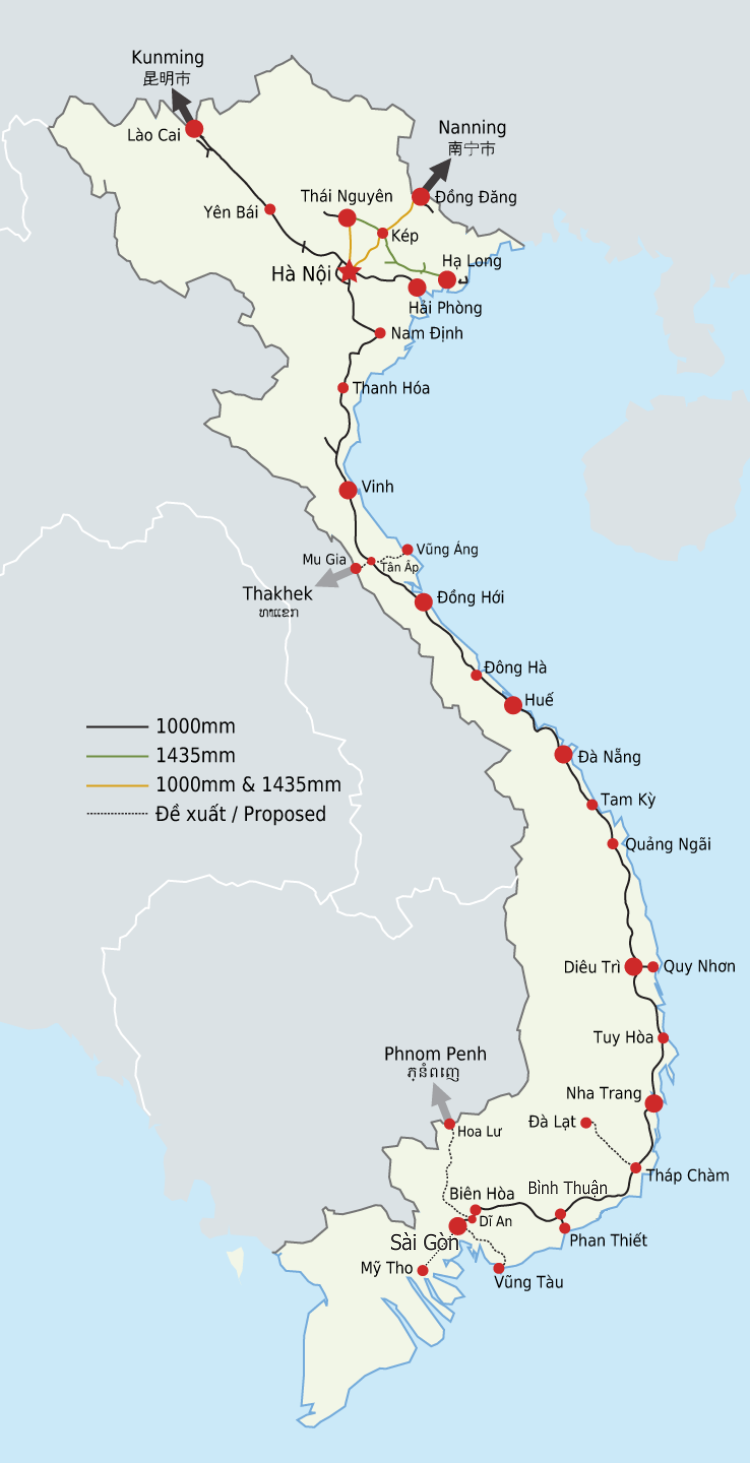
Сеть железных дорог Вьетнама. Проектируемые ветки обозначены пунктиром

Транспорт Вьетнама включает в себя железнодорожный, автомобильный, авиационный, морской и речной транспорт, обеспечивающий пассажирские и грузовые перевозки как внутри Вьетнама, так и на международных маршрутах.

## Железнодорожный транспорт
Система железных дорог страны обслуживается и является собственностью государственной компании Вьетнамские железные дороги (вьет. Đường sắt Việt Nam). Основная ветка имеет направление с севера на юг и протяженность 1726 км из 2600 км всех железных дорог страны. Она соединяет 2 крупнейших города страны — Ханой и Хошимин. Большинство дорог имеют метровую колею (1000 мм), хотя на севере страны есть дороги с европейской и двойной колеёй. Имеется сообщение с железными дорогами Китая (ветка Хайфон — Куньмин), вьетнамский участок составляет 389 км. Сообщения с Лаосом и Камбоджей на сегодняшний день нет.
На 2005 г. вся сеть железных дорог страны включала в себя 278 станций. Направление север-юг (North-South line) на 2007 г. осуществляло 85 % пассажирооборота и 60 % грузооборота всей сети железных дорог Вьетнама. Существует 39 тоннелей общей длиной 11 512 м, 27 из них с длиной 8335 м находятся на участке Ханой — Хошимин.

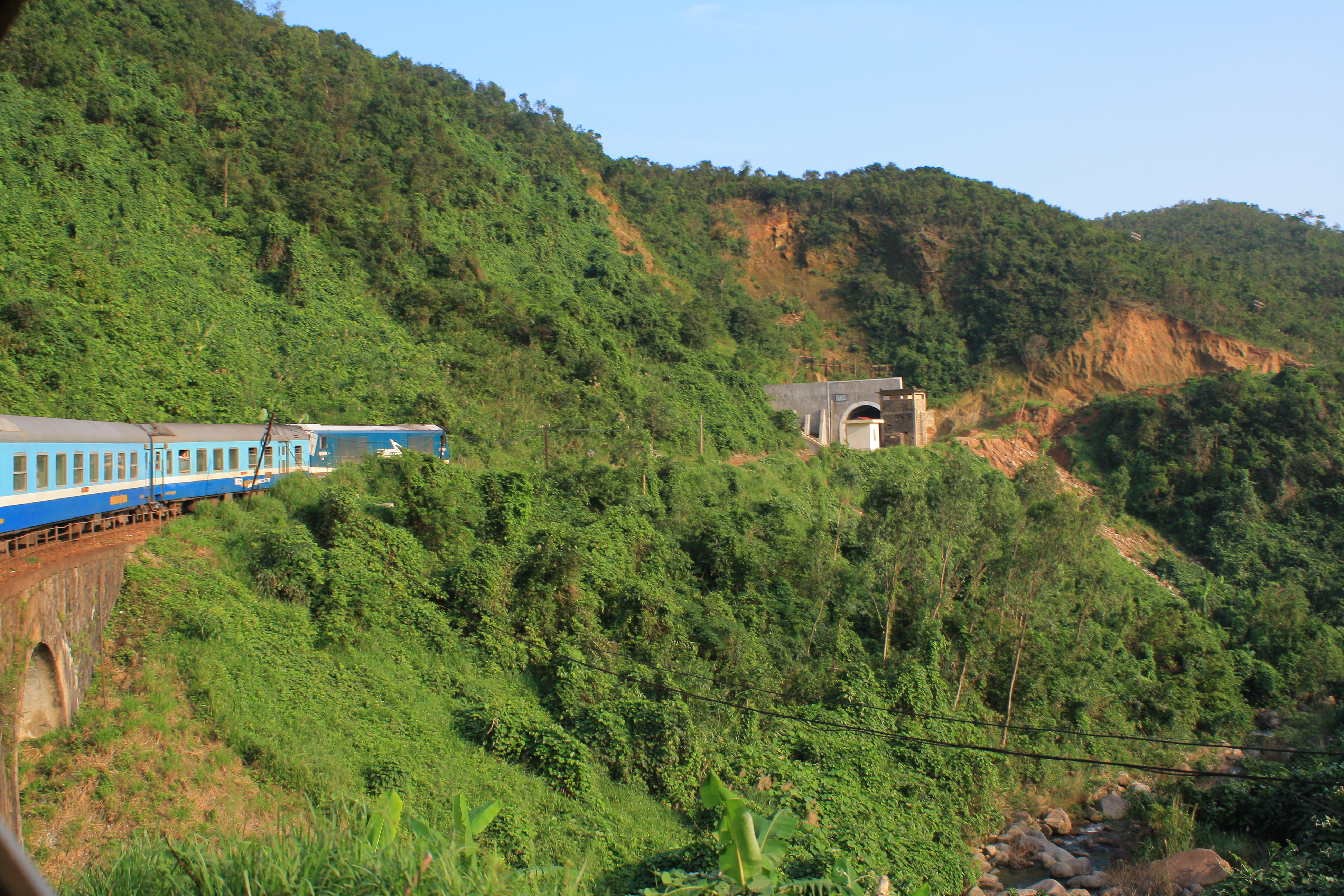
Reunification Express на входе в тоннель

В последние годы существует множество проектов, крупнейший из них — строительство высокоскоростной железной дороги, которая также обеспечивала бы направление север-юг и соединяла бы Ханой и Хошимин. Однако из-за высокой стоимости проекта эти планы пока приостановлены и ожидают дальнейшего изучения. Другие проекты включают в себя восстановление ранее существующих веток, разрушенных за десятилетия войны, а также соединение с железнодорожными системами Камбоджи и Лаоса. Существуют проекты по строительству метрополитена в Хошимине и Ханое, строительство некоторых линий уже начато, датой полного завершения систем называют 2015—2016 гг.

## Автомобильный транспорт
Общая протяженность дорог страны — более 250 тыс. км, лишь 19 % из которых с покрытием. 4 полосы имеют 4 % дорог, 2 полосы — 36 %, большинство составляют однополосные дороги. Сеть дорог включает федеральные дороги, регулируемые на центральном уровне, провинциальные дороги, регулируемые на уровне провинций, окружные дороги — на уровне округов, городские дороги и дороги общин. Система федеральных дорог составляет 17 295 км, 83,5 % с покрытием. Система провинциальных дорог — 27 762 км, 53,6 % с покрытием. Автомобильные дороги связывают Вьетнам с Лаосом, Камбоджей и КНР.
Доминирующим типом автотранспорта во Вьетнаме являются мотобайки, такие, как Honda Wave. На середину 2019 года, Вьетнам занимает четвёртое место в мире по количеству мотоциклов (58 млн.), уступая лишь Индии, Китаю и Индонезии, и первое по их продажам (8,3 тыс. в день). Мотобайки широко применяются частными лицами для перевозки пассажиров и грузов. Согласно переписи населения 2019 года автомобиль есть у 5,7 % жителей, а мотобайк — у 87,8 % (в Хошимине — у 94,5 %).

## Авиационный транспорт

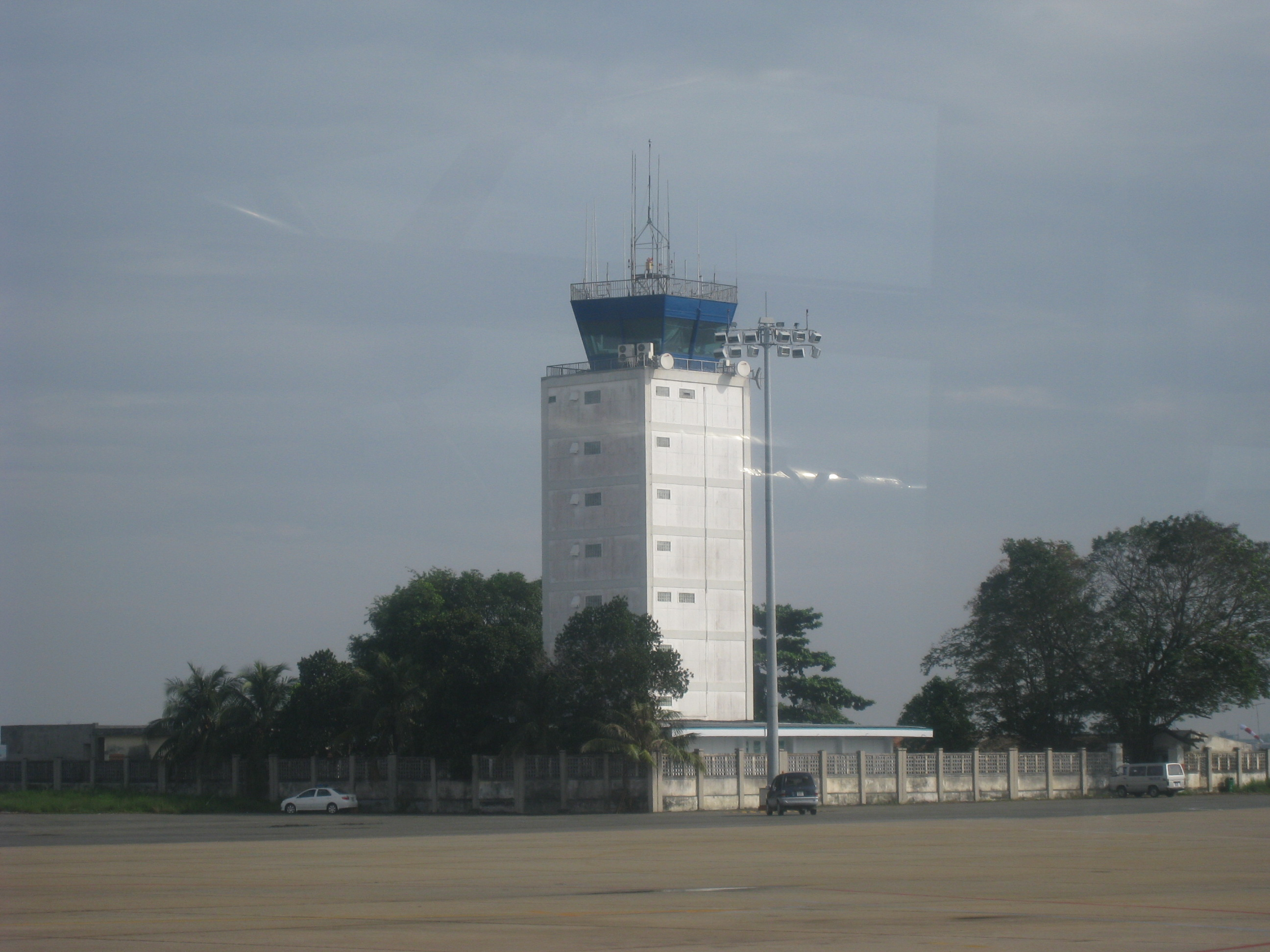
Контрольная башня в аэропорту Таншоннят

Во Вьетнаме 17 основных гражданских аэропортов, 3 из них — международные: Нойбай в Ханое, Дананг в Дананге и Таншоннят в Хошимине. На три этих аэропорта приходится 93 % пассажиропотока и 99 % грузоперевозок. Таншоннят — крупнейший из них, обеспечивает 65 % грузовых перевозок, 51 % пассажирских перевозок и 75 % международных пассажирских перевозок. Для разгрузки аэропорта Таншоннят планируется построить в Хошимине новый аэропорт Лонгтхань.
Основные авиаперевозчики — государственние авиакомпании Vietnam Airlines и Jetstar Pacific, а также частный лоукостер VietJet Air.
В целом, авиаперевозки во Вьетнаме показывают высокую динамику роста. Построены аэропорт Вандон (2018), новые терминалы в аэропортах Дананг (2011) и Нойбай (2014), для обслуживания пассажирских рейсов оборудован военный аэродром Шаованг, планируются аэропорты Анзянг, Фантьет и другие. На рынок пассажирских перевозок в 2019 году вышла компания Bamboo Airways.

## Водный транспорт
Во Вьетнаме около 8000 км рек, используемых для перевозок. Большую часть флота составляют маломерные суда, часто весельные. В бассейнах рек Меконг и Хонгха эксплуатируются и современные грузовые суда. Грузооборот речных портов — 96 млн тонн в год.
Морских портов и причалов насчитывается 126 шт, они объединены в три кластера с центрами в портах Хайфон (до 30 % грузооборота), Дананг (13 %) и Сайгон (57 %). Общий грузооборот морских портов — 187 млн тонн в год.